# Philip Sargant Florence
Philip Sargant Florence, né le 25 juin 1890 à Nutley et mort le 29 janvier 1982 à Birmingham, est un économiste et universitaire américain.

## Biographie
Philip Sargant Florence naît aux États-Unis. Son père, Henry Smyth Florence, est un musicien américain et sa mère, Mary Sargant Florence, est une peintre britannique. Il est le frère de la psychanalyste et membre du Bloomsbury Group Alix Strachey. Sa famille maternelle est une famille de notables de Birmingham, ville dont son arrière-grand-père a été maire. Son grand-père est un juriste spécialiste des mutations de propriétés, diplômé de Cambridge, sa tante maternelle, Ethel Sargant est la première femme présidente de la section botanique de la British Association for the Advancement of Science. Son père meurt lorsqu'il a deux ans, et sa mère se réinstalle définitivement, avec ses deux enfants, en Angleterre. 
Il fait ses études secondaires à Rugby School et ses études supérieures à l'université de Cambridge, au Gonville and Caius College. Il obtient son doctorat à l'université Columbia. En 1917, il épouse la journaliste et écrivaine américaine, Lella Secor Florence (en),, le couple a deux fils Il travaille de 1917 à 1921 comme maître de conférences au Bureau of Industrial Research et Bureau of Personnel Administration, à New York.

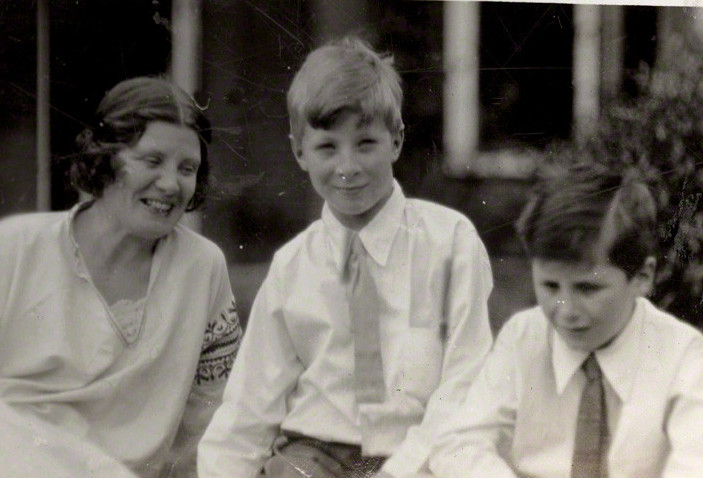
Lella Secor Florence et leurs enfants

En 1921, il est nommé maître de conférences en économie à Cambridge, puis en 1929, professeur de sciences économiques et commerciales à l'université de Birmingham, où il enseigne jusqu'à sa retraite académique, en 1955.
Il reçoit un CBE honorifique, en tant que citoyen américain, en 1952.